# Illyés László
Illyés László (Gyergyószentmiklós, 1965. január 19. –) erdélyi magyar informatikus, egyetemi oktató.

## Élete
1983-ban érettségizett Csíkszeredában a Márton Áron Gimnázium elődjében. 1989-ben elvégezte a temesvári Műszaki Egyetem automatizálás és számítógép szakát.
2009-től a kibernetika és gazdasági statisztika doktora, a Babeș–Bolyai Tudományegyetemen doktorált. 1989–2004 között különböző csíkszeredai munkahelyeken rendszermérnök, informatikus. 2004–2007 között tanársegéd a Sapientia Erdélyi Magyar Tudományegyetem csíkszeredai helyszínén, a matematika-informatika tanszék (ma szakcsoport) tagjaként. 2007-től adjunktus ugyanott.

## Munkássága
Kutatási területei: genetikus algoritmusok, relációs adatbázisok, kétdimenziós szabási problémák.

### Szakcikkei (válogatás)
- Illyés, L.; Pál, L.: Generalized particular covering problem with genetic algorithms, AMO–Advanced Modeling and Optimization'1, Volume 7, Number 1, 2005, pp. 1–7.
- Illyés, L.: Cohesion and Balance in a Human Resource Allocation problem, Acta Cybernetica, 19(1):93-103, 2009.
- Illyés L.: Canonical genetic algorithm: model, implementation and framework, Competitiveness and European Integration, Business information system&collaborative support systems in business, Risoprint, Cluj Napoca, 2007, pp. 183–186, ISBN 978-973-751-597-1.
- Illyés L.: Balanced Student Groups Forming for University Projects Using Genetic Algorithm, Informatics in Knowledge Society, the proceedings of the eight international conference on informatics in Economy, ASE Printing House, 2007, pp. 554–559, ISBN 978-973-594-921-1.
- Illyés L., Traveling Salesman Problem with Time Windows Solved with Genetic Algorithms, Collaborative Support Systems in Business and Education, International Workshop, Babeş–Bolyai University, Faculty of Economics and Business Administration, Risoprint, Cluj Napoca, 2005, pp. 146–151,  helytelen ISBN kód: 973-651-008-9 .

## Külső hivatkozások
- A Sapientia EMTE csíkszeredai matematika-informatika szakcsoportja